# Якунино (Курская область)
Якунино — деревня в Клюквинском сельсовете Курского района Курской области Российской Федерации.

## География
Находится в центре региона, в южной части района, при реке Сейм, примыкая к восточной окраине деревни Звягинцево.
Климат
Якунино, как и весь район, расположено в поясе умеренно континентального климата с тёплым летом и относительно тёплой зимой (Dfb в классификации Кёппена).
Часовой пояс
Деревня Якунино, как и вся Курская область, находится в часовой зоне МСК (московское время). Смещение применяемого времени относительно UTC составляет +3:00.

## История
В 2004 году вошло в состав муниципального образования «Клюквинский сельсовет», согласно Закону Курской области от 21 октября 2004 года № 48-ЗКО «О муниципальных образованиях Курской области».

## Население
| 2002 | 2010 |
| ---- | ---- |
| 124  | ↗135 |

## Инфраструктура
Личное подсобное хозяйство. В деревне 131 дом.

## Транспорт
Якунино находится в 3 км от автодороги федерального значения Р298 (Курск — Воронеж — автомобильная дорога Р22 «Каспий»; часть европейского маршрута E 38), на автодорогe межмуниципального значения 38Н-278 (Р-298 — Клюква — Якунино с подъездом к водозабору), в 4 км от ближайшей ж/д станции Конарёво (линия Клюква — Белгород). Остановки общественного транспорта Якунино, Якунино-2, а также «Звягинцево» возле окраины деревни. На август 2020 года действует автобусный маршрут 455.
В 116 км от аэропорта имени В. Г. Шухова (недалеко от Белгорода).